# Konzentrationslager Molat

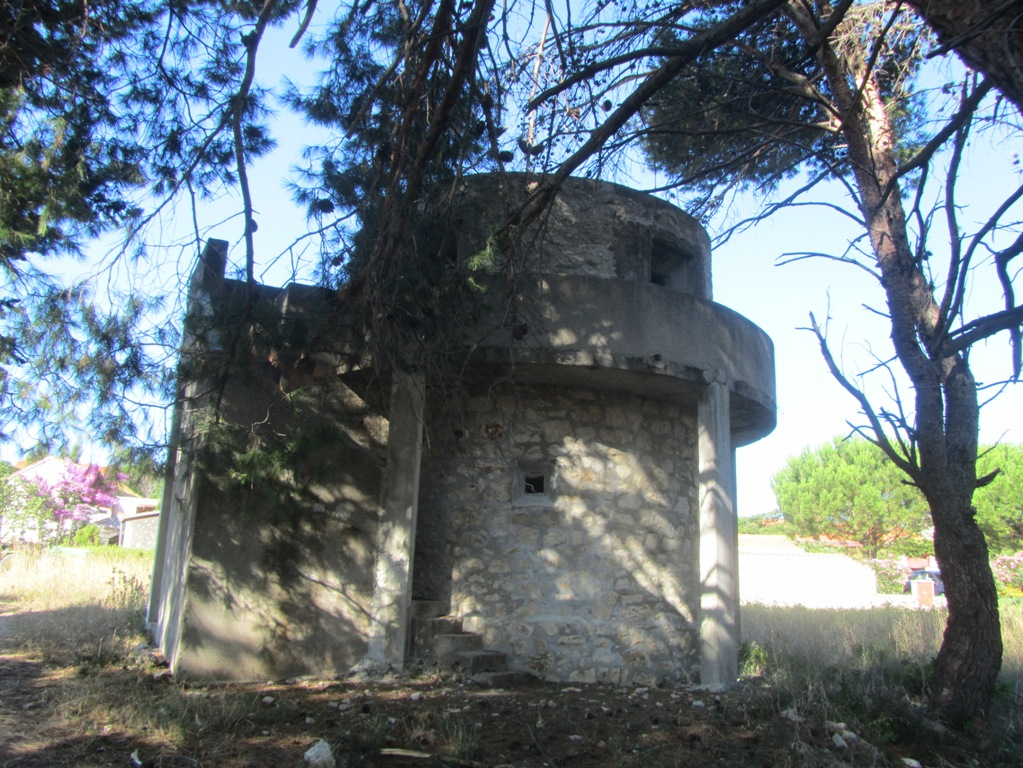
Ehemaliges Wachhaus des Konzentrationslagers Molat

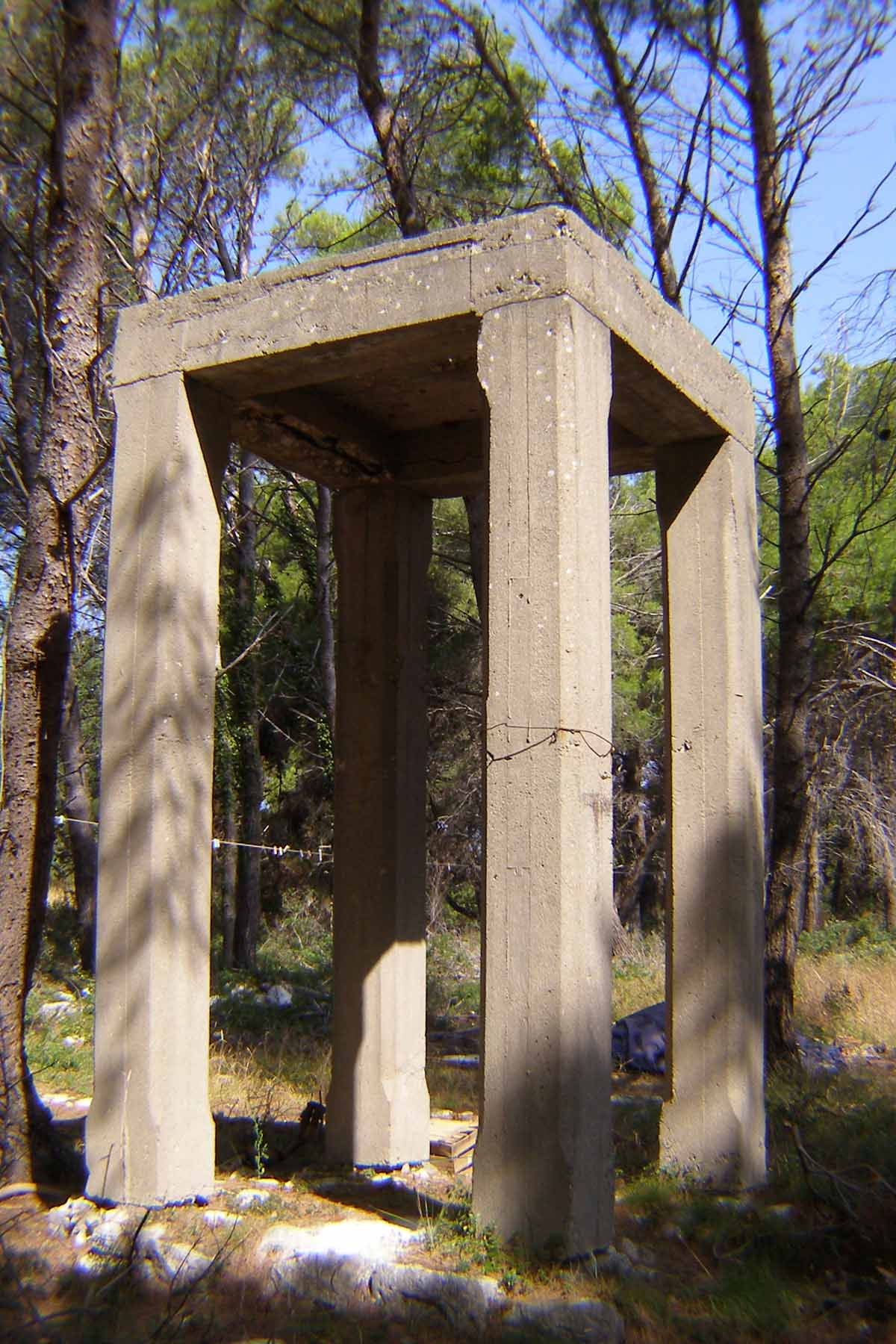
Das Gebäude neben dem Stadtstrand von Molat in der Jazi-Bucht, im Zentrum des ehemaligen Lagers, diente der Erhängung und Einschüchterung von Häftlingen.

Das Konzentrationslager Molat (auch Melada genannt) war während des Zweiten Weltkrieges das zweitgrößte italienische Konzentrationslager für jugoslawische Zivilisten. Es wurde zwischen Juni 1942 und September 1943 betrieben und befand sich auf der dalmatischen Insel Molat (ital. Melada); das faschistische Italien hatte das Gebiet infolge der militärischen Zerschlagung Jugoslawiens durch die Achsenmächte annektiert. Die Todesrate betrug etwa 10 Prozent (rund 1.000 der 10.000 Häftlinge).
Das Lager Molat unterstand dem italienischen Innenministerium und diente wie die Konzentrationslager Gonars und Rab hauptsächlich für die Internierung von Slowenen, Kroaten und Serben, um im annektierten Dalmatien Italiener ansiedeln zu können.

## Rezeption
Das Konzentrationslager Molat gilt nach dem Konzentrationslager Rab als das zweitgrößte Konzentrationslager auf den vom faschistischen Italien besetzten jugoslawischen Gebieten. Die Lebensbedingungen in Molat gelten als ähnlich wie jene auf Rab, jedoch als „weniger belastend“ mit einer etwas geringeren Sterblichkeitsrate. Von den rund 10.000 Molat-Häftlingen überlebten rund 1.000 die Haft nicht. Rund 300 von ihnen wurden während der Lagerhaft erschossen. Die Gesellschaft der antifaschistischen Lagerinternierten von Molat brachte im Jahr 2003 eine Erinnerungstafel am ehemaligen Lagergelände an, die von insgesamt 20.000 Insassen und 1.000 Toten spricht.
Als Gründe für die im Vergleich zu Rab niedrigere Todesrate (Rab: mindestens 1.500 Tote bzw. 20 Prozent der slawischen Insassen; Molat: rund 1.000 Tote bzw. 10 Prozent) gilt die Tatsache, dass die Häftlinge von ihren Familien besser versorgt werden konnten und das Klima und die Ressourcen der Region günstiger waren. Die Insel war sehr nah und relativ gut mit dem Festland verbunden, was den Kontakt zwischen den Häftlingen und der übrigen Bevölkerung erleichterte.
|           | Juni 1942 | Juli 1942 | August 1942 | September 1942 | November 1942 | Dezember 1942 | Januar 1943 | Februar 1943 |
| Gefangene | 223       | 1.320     | 2.337       | 2.300          | 2.200         | 2.400         | 1.627       | 1.500        |